# Ángel Troncho
Ángel Troncho Beltrán (Benicarló, 2 de octubre de 2002) es un futbolista español que juega como extremo izquierdo en el CD Vitoria de la Tercera Federación.

## Trayectoria
Nacido en Benicarló, se forma en el CF Benicarló FB. Debuta con el CD Benicarló el 23 de marzo de 2019, jugando los 20 minutos finales en una victoria por 1-2 frente al CF Huracán Moncada en la Regional Preferente. En julio del mismo año, se marcha a la SD Eibar para jugar en su juvenil, ascendiendo al filial para la siguiente temporada y renovando su contrato con el club el 2 de noviembre de 2020.
Logra debutar con el primer equipo el 10 de octubre de 2022 al entrar como suplente en la segunda mitad en un empate por 0-0 frente al CD Mirandés en la Segunda División. En la SD Eibar es titular por primera vez en el partido contra el Málaga CF, jugando 61 minutos. Debutó en la Copa del Rey el 13 de noviembre de 2022, jugando los 90 minutos en el partido frente a Las Rozas Club de Fútbol.

## Clubes
Actualizado al último partido disputado el 21 de septiembre de 2024.
| Club                   | País   | Año       | Partidos | Goles |
| ---------------------- | ------ | --------- | -------- | ----- |
| CD Benicarló           | España | 2019      | 4        | 0     |
| CD Vitoria             | España | 2020-act. | 31       | 6     |
| SD Eibar               | España | 2022-act. | 23       | 1     |
| SD Amorebieta (cedido) | España | 2024      | 3        | 0     |